# Ordynariat Europy Wschodniej
Ordynariat Europy Wschodniej – jednostka administracji Kościoła katolickiego obrządku ormiańskiego. Powstała w 1991. Obejmuje Ormian katolików w Armenii, Białorusi, Estonii, Gruzji, Litwie, Łotwie i Rosji. Siedzibą ordynariatu jest Giumri w Armenii, drugie co do wielkości miasto kraju.

## Główne świątynie
- Katedra Świętych Męczenników w Giumri

## Biskupi diecezjalni
- Nerses Der Nersessian CAM (1991–2005)
- Nechan Karakéhéyan ICPB (2005–2010)
- Raphaël François Minassian ICPB (2011–2021)
- Kevork Noradounguian ICPB (od 2024)